# 아리스티데스

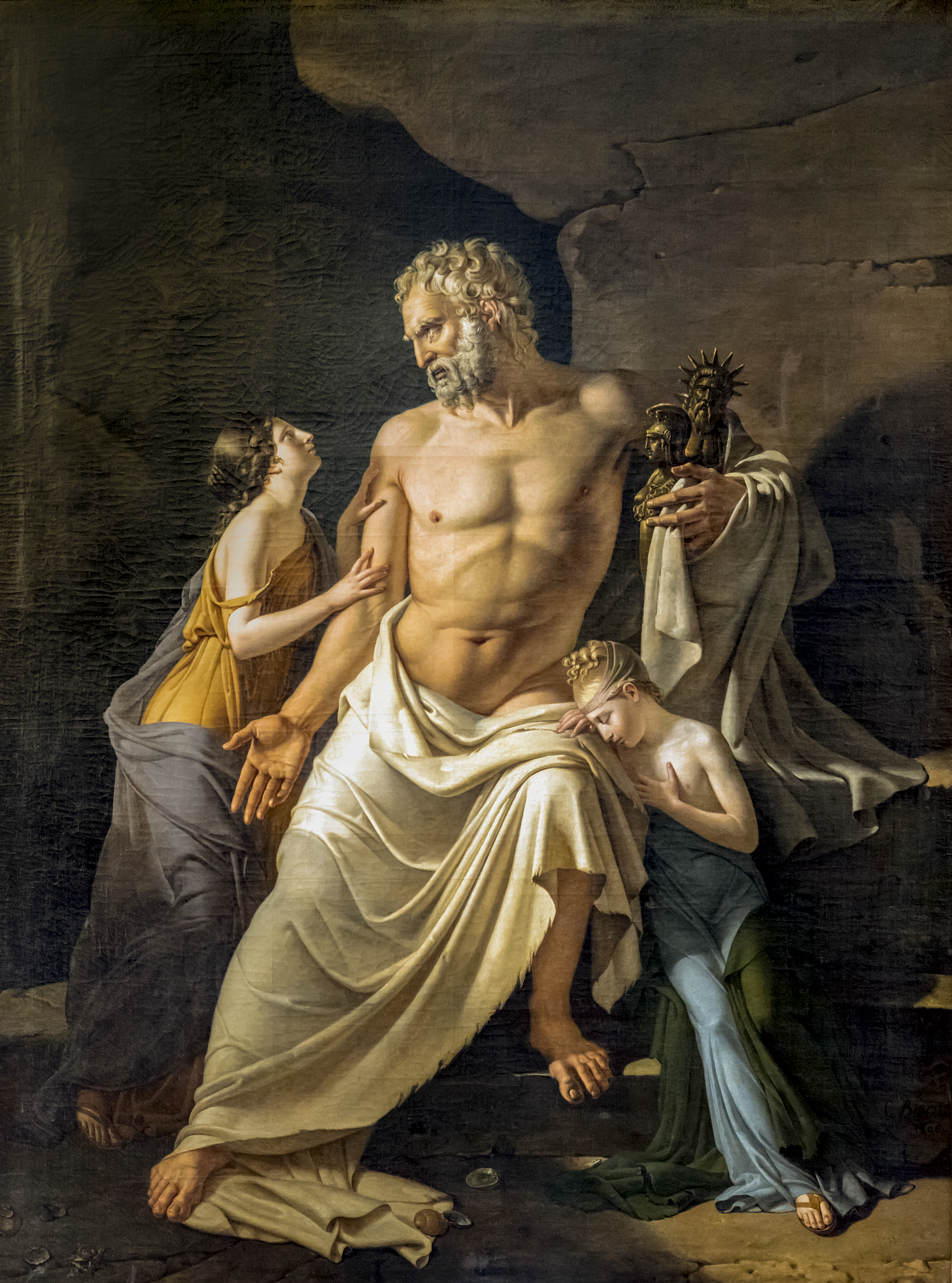

아리스티데스(그리스어: Ἀριστείδης, 기원전 530년 ~ 기원전 468년)은 고대 그리스 아테나이의 정치가이며, 별명은 '공정한 사람'이었다.

## 생애
아리스티데스는 뤼시마코스의 아들로, 중류층 출신이었다. 그의 젊은 시절에 대해 알려진 것이라고는 그가 정치가 클레이스테네스의 추종자였으며, 아테나이 정계에서 귀족파에 속했다는 사실밖에 없다. 그는 마라톤 전투에서 자신의 부족인 안티오키스 부족을 지휘하는 장군에 처음으로 임명되었는데, 이때 그가 보여준 탁월한 역량 덕분에 다음 해(기원전 489년~488년)에 집정관으로 선출된 것이 확실하다. 아리스티데스는 아테나이가 육상 강국으로 지속하는 목표를 둔 보수적인 정책을 좇았으며, 테미스토클레스의 해상 정책에 반대한 주요 정치가였다.
두 정치가의 갈등은 아리스티데스의 도편 추방으로 끝났는데, 그 시점은 485년에서 482년 사이였다. 투표 당시 아리스티데스를 모르는 문맹 투표자가 그에게 와서 도편에 아리스티데스의 이름을 써달라고 부탁했다는 일화가 있다. 아리스티데스는 아리스티데스가 무슨 잘못을 했느냐고 물었으나, 투표자는 '아니오'라고 대답하면서 '난 그가 누구인지도 모르지만, 어디서든 그를 공명정대한 사람이라고 하는 얘기를 듣는게 짜증이 났소' 라는 이유를 댔다고 한다.
페르시아의 침공에 대항하여 아테네아의 방위에 도움이 되도록, 망명자들을 소환화는 법령이 선포되어, 기원전 480년 초에 아리스티데스는 아테나이로 돌아올 수 있었으며, 480년~479년에 장군으로 선출되었다. 살라미스 해전에서 그는 테미스토클레스를 성실히 도와주었으며, 프쉬탈레이아 섬에 아테나이 보병대를 상륙시키고 그곳에 주둔한 페르시아 수비대를 제거하여 승전을 마무리하였다.
479년에 그는 장군직에 다시 선출되었으며, 플라타이아이 전투에서 아테나이 군대를 지휘하는 특별 권한을 부여받았는데, 그는 군대 내에 일부 과두정파 불만 세력의 음모를 진압하였다고 한다. 그는 이오니아 동맹의 신뢰를 얻어, 스파르타의 제독 파우사니아스에 대항하여 반란을 일으킨 이오니아인들은 그를 최고 사령관으로 삼아 새로이 창설된 연맹체인 델로스 연맹의 기금을 정하는 일에 절대 전권을 주었다. 그가 사정한 기금의 금액은 일반적으로 공정하다는 평가를 받았으며, 이 사정액은 델로스 연맹이 존속했던 대부분의 기간에 기금 과세의 기초를 이루었다.
그는 아테나이에서도 계속 유력한 지위를 가졌다. 당초 그는 테미스토텔레스와 좋은 관계를 이어간 것처럼 보였는데, 아리스티데스는 스파르타를 속이고 아테나이 성벽을 재건할 당시 테미스토클레스를 도왔다고 한다.
어떤 기록에는 그가 아테나이에서 죽었다고 하고, 혹자는 그가 흑해를 여행하는 중에 죽었다고도 전한다. 네포스는 그가 죽은 연대가 기원전 468년이라고 하였는데, 어쨌건 살아 생전에 테미스토클레스의 도편 추방을 보았으며, 그에게 항상 관대한 태도를 보였다고 하는데, 페리클레스가 정계에서 부상하기 전에 죽었다고 한다. 그의 토지 재산은 페르시아의 침략으로 큰 피해를 입어서 죽은 뒤에 장례식 치를 돈도 없었으며, 4세기에도 그의 후손들은 국가 연금을 받았다고 한다.

## 전거
헤로도토스 viii. 79-81, 95; ix. 28; 아리스토텔레스 (?) "아테나이의 국제" (Ath. Pol.), 22-24, 41; 플루타르코스, '아리스티데스 열전'; 코르넬리우스 네포스, '아리스티데스의 삶'(Vita Aristidis).